# Jisr ash-Shugur

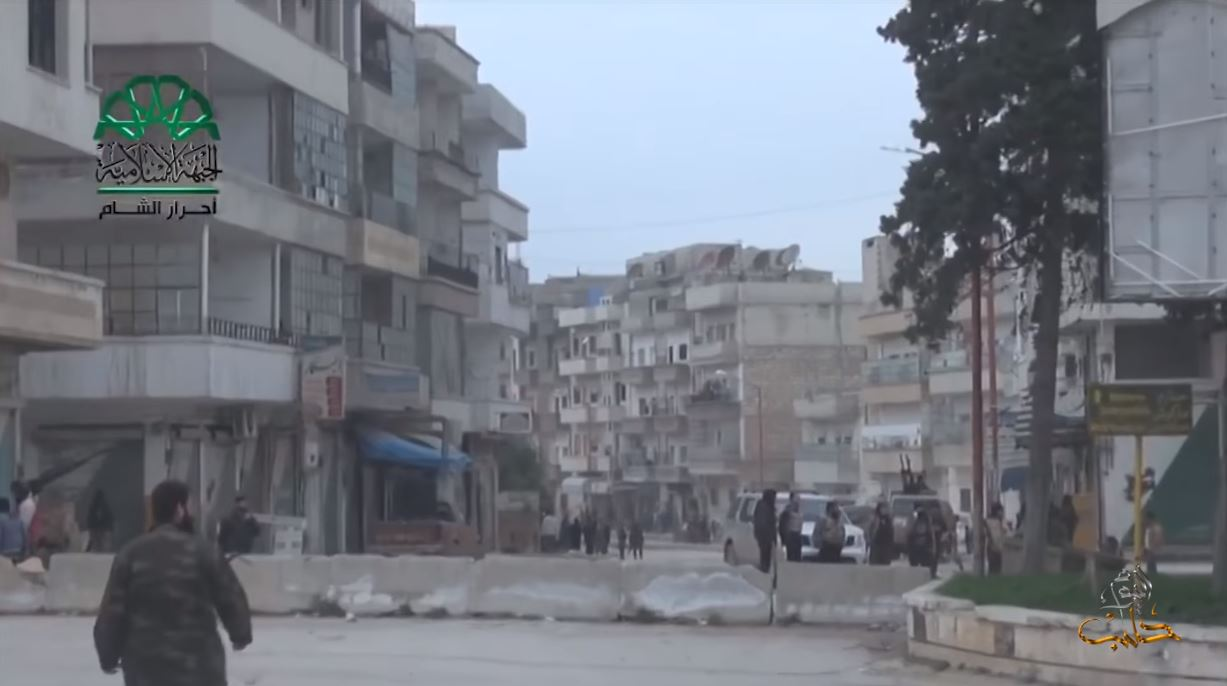
Jisr ash-Shugur in 2015

Jisr ash-Shugur (Arabisch:جسر الشغور) is een kleine stad in het noordwesten van Syrië. De stad telt 44.322 inwoners en is de hoofdstad van het gelijknamige district Jisr ash-Shugur, in het gouvernement Idlib. De stad is een oud handelscentrum en ligt aan de rivier de Orontes. Sommige historici plaatsen de stad Seleucia ad Belum, een stad uit de Antieke Oudheid, op deze plek.

## Etymologie
Jisr ash-Shugur ontleent zijn naam aan de stenen brug over de Orontes-rivier. Het Arabische woord jisr - جسر betekent brug terwijl shugur - شغور leemte betekent. De naam van de stad kan daarmee worden vertaald als brug van de leemte.

## Opstand in Syrië
Jisr ash-Shugur kwam in juni 2011 in het nieuws tijdens de protesten in Syrië. Volgens de Syrische overheid waren 120 politieagenten door bendes om het leven gebracht. Toen veiligheidstroepen de stad weer onder controle probeerden te krijgen, vluchtte een aanzienlijk deel van de bevolking naar het nabijgelegen Turkije.